# Mas del Macaia
El Mas del Macaia, sovint escrit Macaya, és una masia de Reus (Baix Camp) situada a la partida de Bellissens, al sud del camí de Bellissens i també, ara, de la carretera de Bellissens, que el separa del Mas de Sunyer. És a tocar de l'Institut d'Horticultura i Jardineria.
És una masia de finals del set-cents, amb una galeria porticada. Caiguda en mans d'especuladors, va restar abandonada uns anys. Actualment torna a tenir activitat.